# Euphemia von Chalkedon

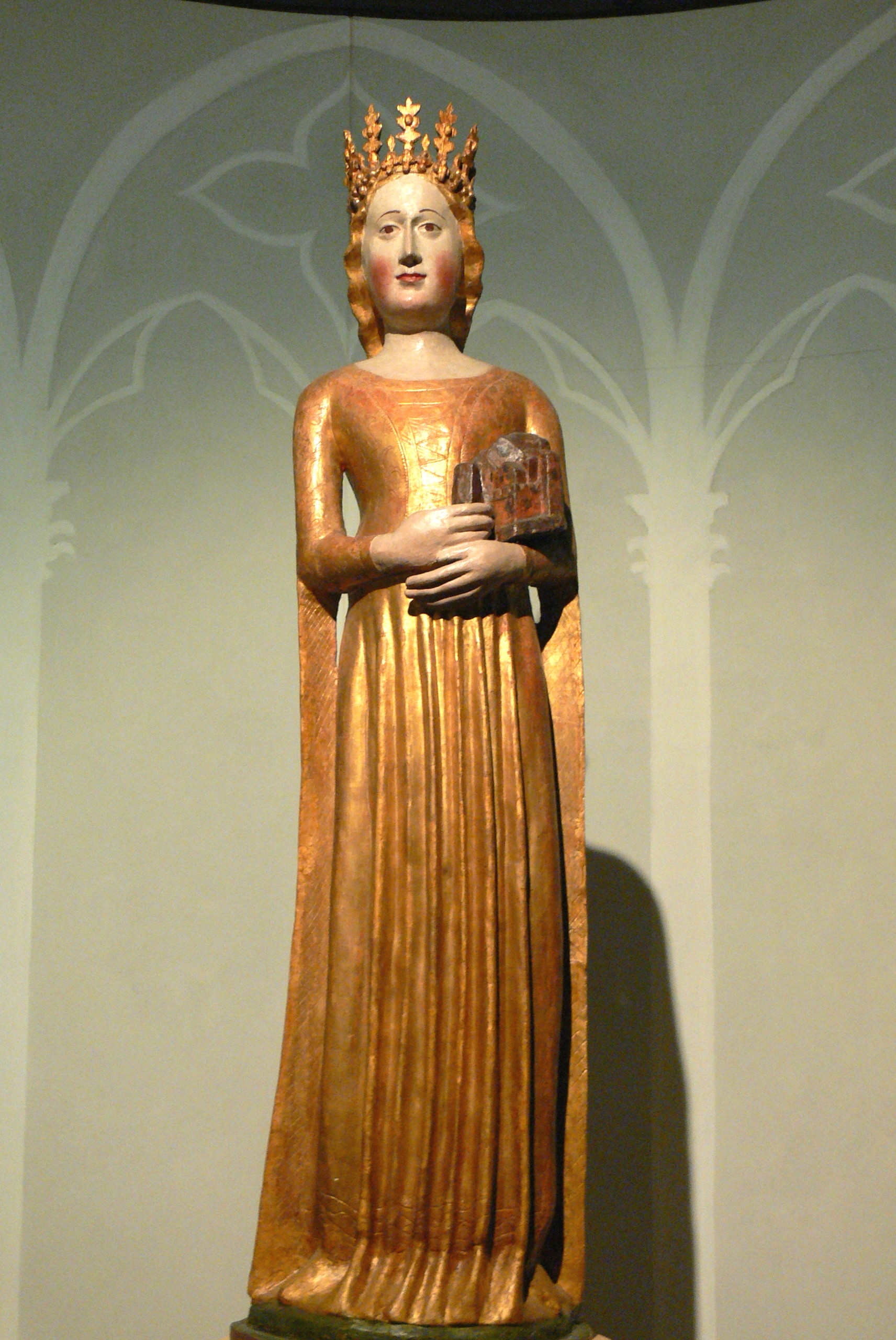
Heilige Euphemia (14. Jh.), Diözesanmuseum Udine

Euphemia von Chalkedon († 16. September um 303) war eine frühchristliche Jungfrau und Märtyrin.

## Leben

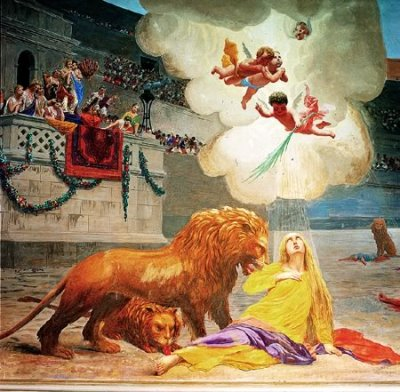
Euphemia in der Löwengrube, Darstellung in der Eufemiakirche von Rovinj

Euphemia lebte im 3. Jahrhundert unter der Herrschaft der Kaiser Diokletian und Maximian und war eine römische Patrizierin, Tochter eines Senators in Chalkedon. Weil sie sich während der Christenverfolgungen offen zu ihrem Glauben bekannte, sollte sie auf Befehl des Prokonsuls Priscus gefoltert werden. Der Legende nach wurde Euphemia an den Haaren aufgehängt und sieben Tage zwischen Steine gepresst. Nahrung wurde ihr verwehrt. Ein Engel ernährte sie in dieser Zeit, dann zerfielen die Steine zu Staub und Euphemia war frei. Sie wurde im Hippodrom von Byzantion in eine Grube mit wilden Tieren geworfen, doch diese taten ihr nichts. Ein Henker, der in die Grube sprang und Euphemia mit einem Dolch erstach, wurde von den Tieren zerfleischt. Begraben wurde Euphemia mit allen Ehren.

## Reliquien

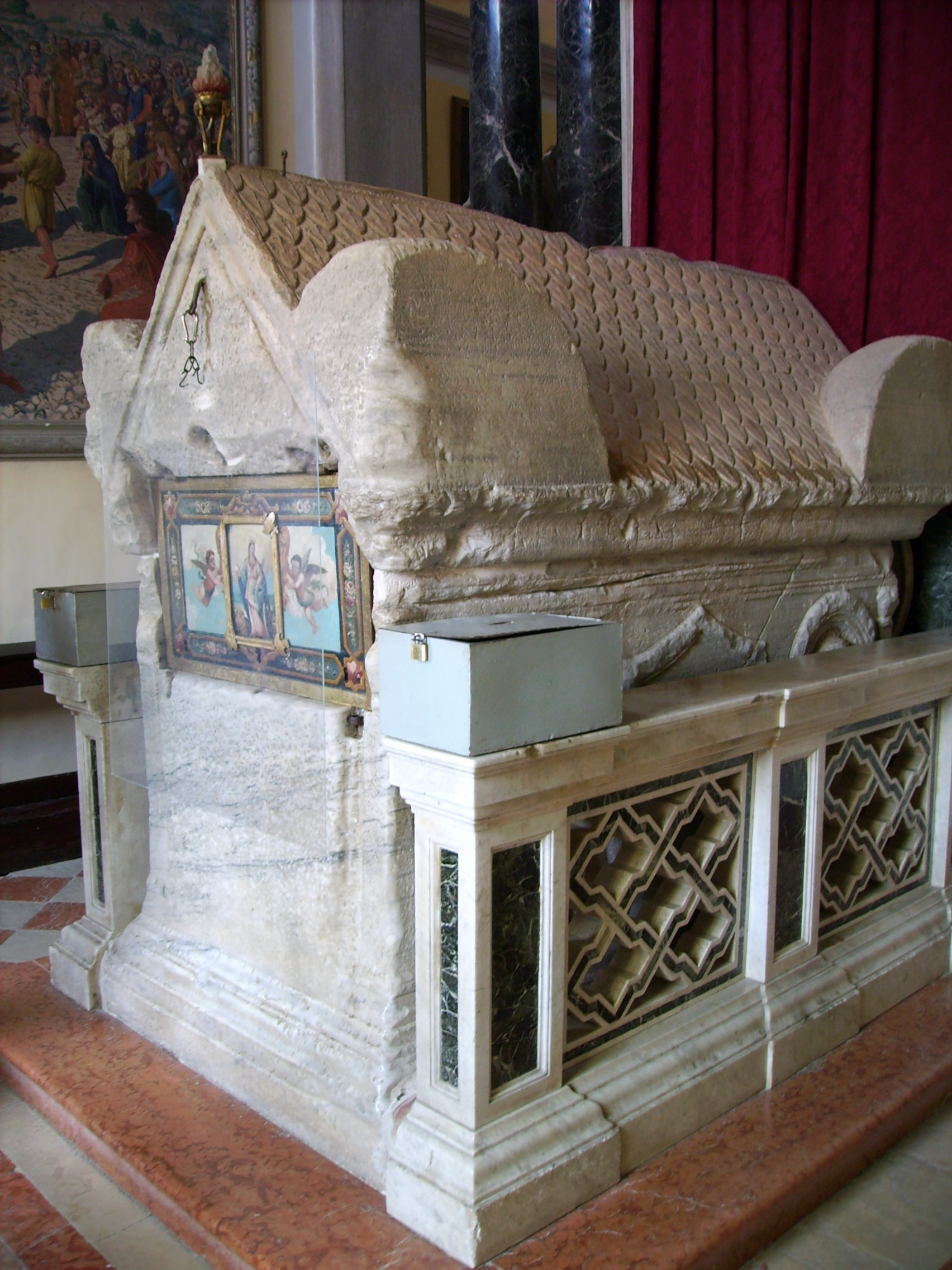
Steinsarg der Hl. Euphemia in Rovinj

Im 4. Jahrhundert wurde über dem Grab Euphemias in Chalkedon eine Basilika errichtet. Um 620 wurden ihre Reliquien nach Konstantinopel gebracht. Um 800 wurde der Sarkophag Euphemias nach Rovinj im heutigen Kroatien überführt. Reliquien befinden sich in der ihr geweihten Kirche von Rovinj, andere in Istanbul.
Im 13. Jahrhundert befand sich die Schädelreliquie der hl. Euphemia in der Templerburg Athlit, wohin sie „wundersam versetzt worden war“, vielleicht während der Plünderung von Konstantinopel während des vierten Kreuzzuges. Die Templer pflegten die Reliquie mit ihren Gürteln zu berühren. 1291 wurde die Reliquie nach Zypern in das Schatzhaus des Ordens in Nikosia gebracht und gelangte nach Auflösung des Ordens in den Besitz der Johanniter. 1395 befanden sie sich auf Rhodos, bei der Räumung der Insel kamen sie 1522 nach Malta, wo sie in einem Reliquiar aufbewahrt wurden. Es wird angenommen, dass die Truppen Napoleons das Reliquiar samt Inhalt 1798 erbeuteten und das Schiff, das sie transportierte, in der Seeschlacht bei Abukir im Sommer 1798 sank.

## Liturgie
Ihr Gedenktag ist in der orthodoxen Kirche der 29. September. Ein weiteres Fest ist am 24. Juli, an dem sie auf dem vierten ökumenischen Konzil von Chalcedon wundersam gegen Häretiker einschritt. Euphemia ist die Schutzheilige Rovinjs.

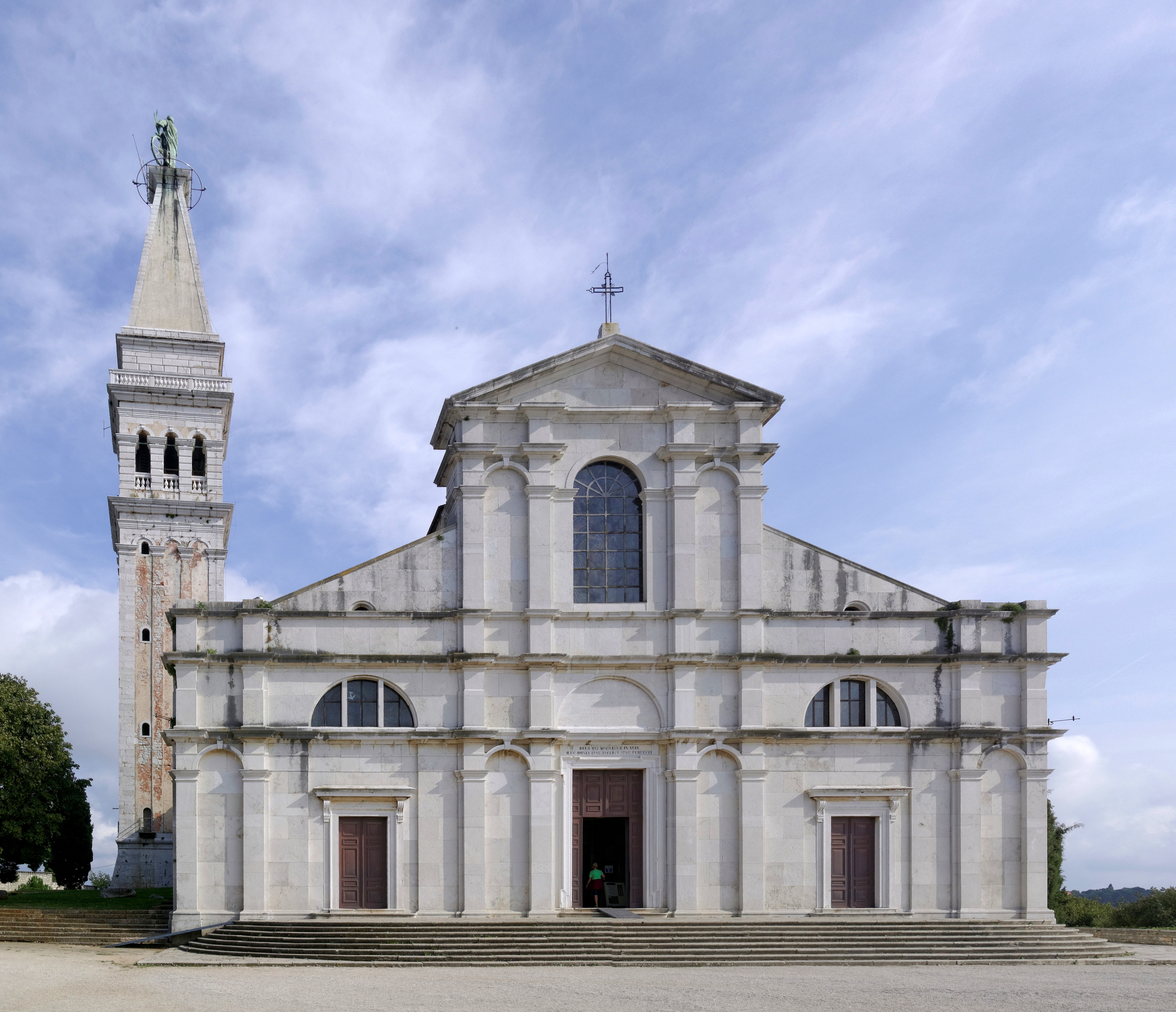
Basilika Sveta Eufemija in Rovinj
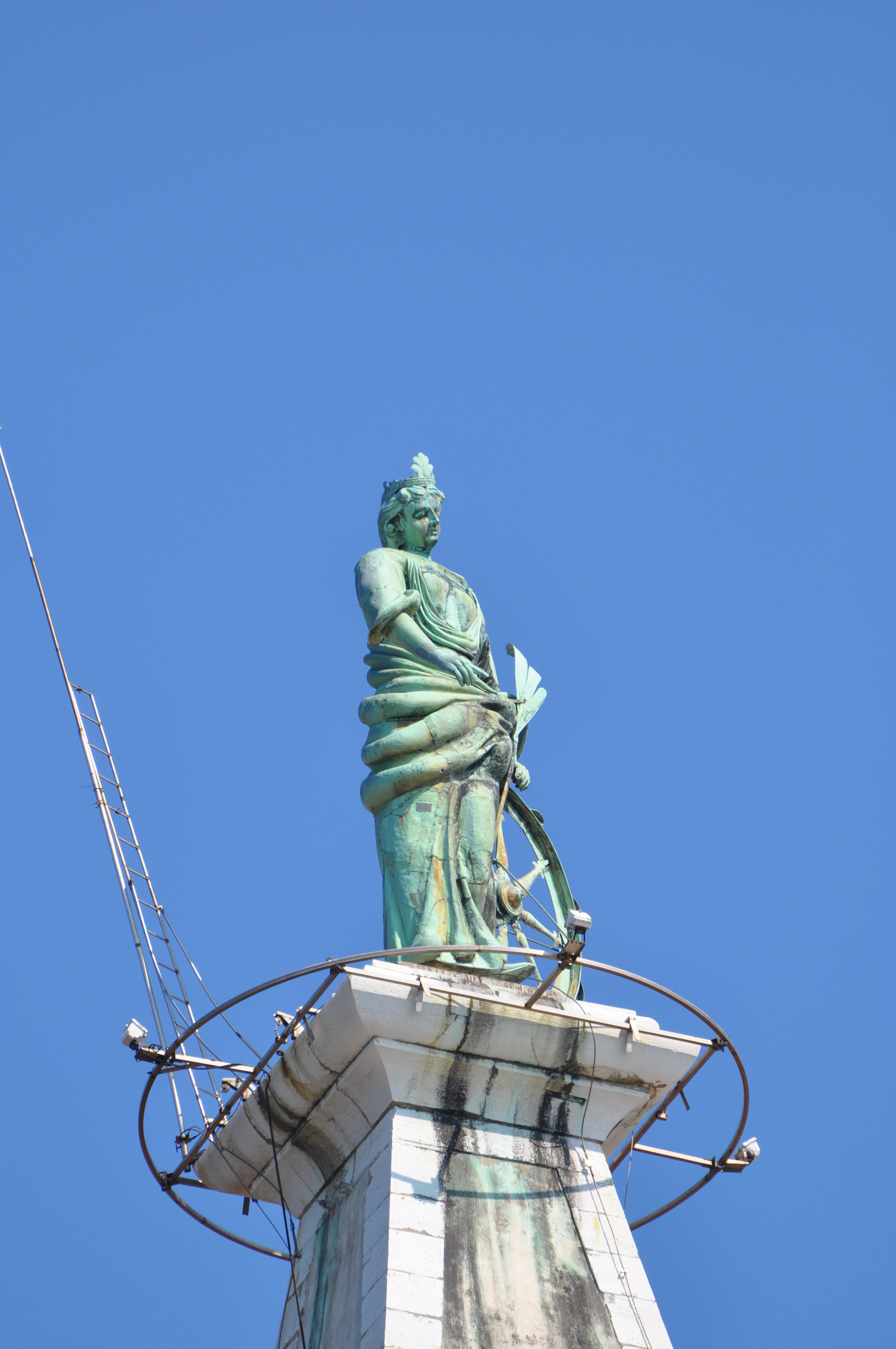
Bildnis der Heiligen auf der Turmspitze
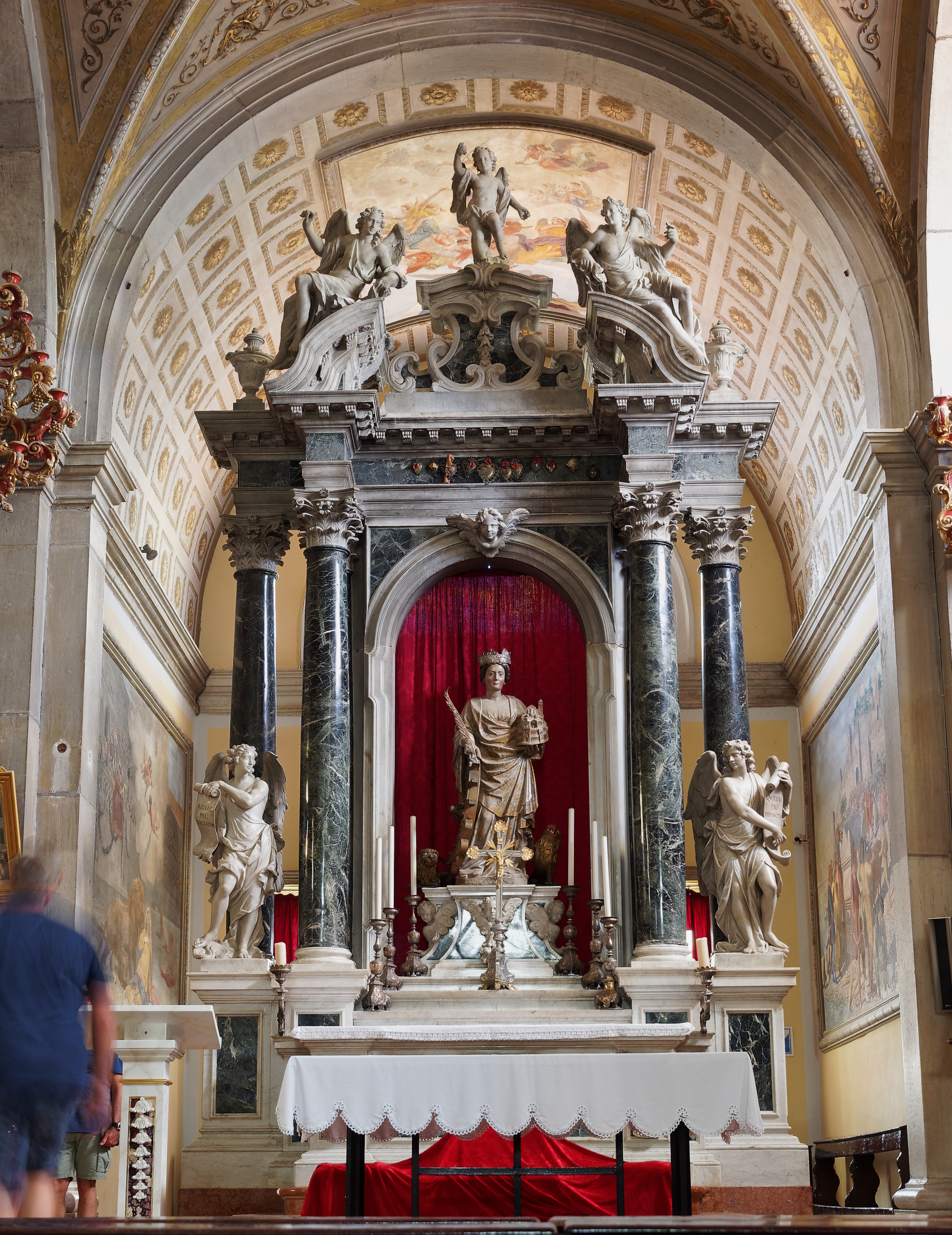
Altar mit Heiligenbildnis in Rovinj
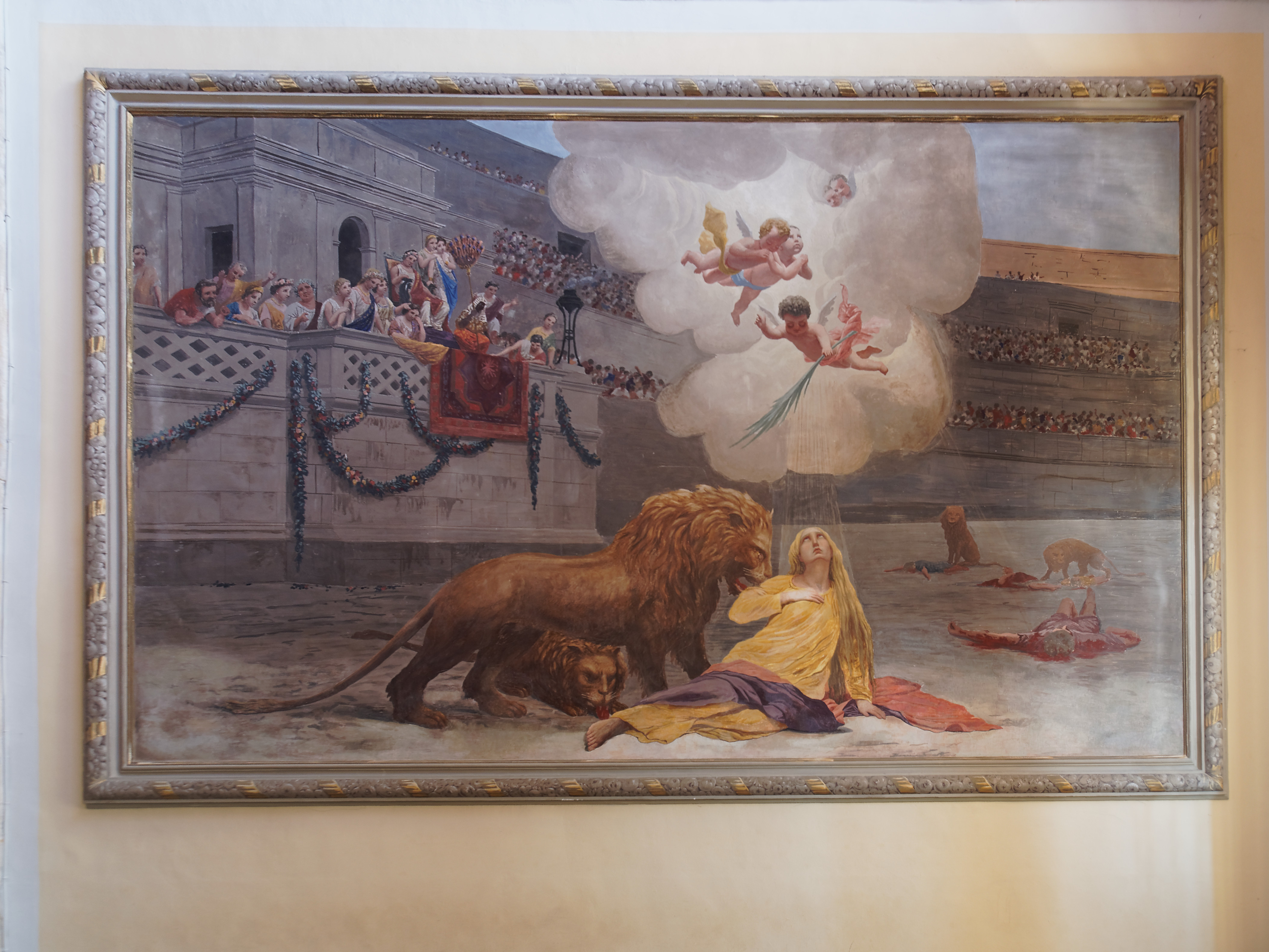
Sankt Euphemia in der Löwenarena
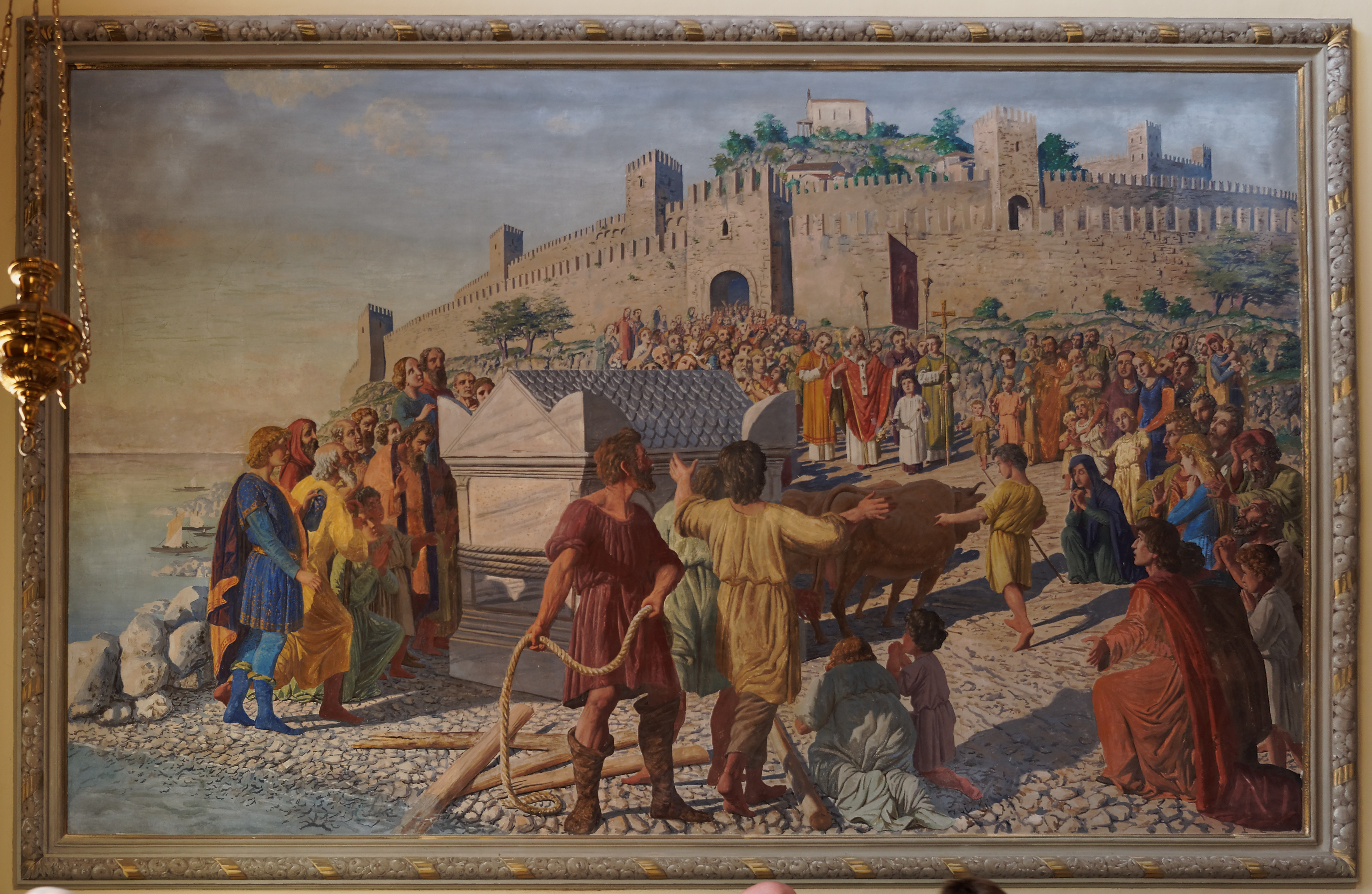
Ankunft des Sarkophages in Rovinj

## Patrozinien
Nach der Heiligen benannte Orte (dort meist auch Schutzheilige des Ortes):
- Sainte-Euphémie, Gemeinde im Département Ain, Frankreich
- Sainte-Euphémie-sur-Ouvèze, Gemeinde im Département Drôme, Frankreich
- Sainte-Euphémie-sur-Rivière-du-Sud, Ortsteil von Québec, Kanada
- Santa Eufemia (Juárez Celman), Gemeinde im Departamento Juárez Celman, Provinz Córdoba, Argentinien
- Santa Eufemia (Andalusien), Gemeinde in der Provinz Córdoba, Andalusia, Spanien
- Santa Eufemia del Arroyo, Gemeinde in der Provinz Valladolid, Castilla y León, Spanien
- Santa Eufemia del Barco, Gemeinde in der Provinz Zamora, Castilla y León, Spanien
- Santa Eufémia (Leiria), Ort und ehemalige Gemeinde im Concelho de Leiria, Portugal
- Santa Eufémia (Penela), Gemeinde im Concelho de Penela, Portugal
- Santa Eufémia (Pinhel), Ort und ehemalige Gemeinde im Concelho de Pinhel, Portugal
- Santa Eufémia de Prazins, Gemeinde im Distrikt Braga, Portugal
- Santa Eufémia de Calheiros, Gemeinde im Distrikt Viana do Castelo, Portugal

Geografische Objekte in Kalabrien:
- Golfo di Sant’Eufemia, Bucht
- Piana di Sant’Eufemia, Landstrich

Orte in Italien:
- Sant’Eufemia a Maiella, Gemeinde in der Provinz Pescara
- Sant’Eufemia d’Aspromonte, Gemeinde in der Provinz Reggio Calabria
- Sant’Eufemia Lamezia, Ortsteil von Lamezia Terme (ehemalige Gemeinde) in der Provinz Catanzaro
- Sant’Eufemia (Tricase), Ortsteil von Tricase in der Provinz Lecce
- Sant’Eufemia della Fonte, Ortsteil von Brescia in der Provinz  Brescia

- Sveta Eufemija, Sveta Fumija (kroat.)

Zu Kirchen siehe Euphemiakirche